# Minszki jegyzőkönyv (2015)
A 2015-ös minszki jegyzőkönyv, vagy röviden Minszk II egy 2015. február 11-én megkötött tűzszüneti megállapodás Ukrajna illetve a szakadár oroszbarát, nemzetközileg el nem ismert de facto államok, a Donyecki Népköztársaság és a Luganszki Népköztársaság között, miután a 2014 szeptemberében tető alá hozott első megállapodás kudarcba fulladt a harcok kiújulásával 2015 januárjában.